# Bagheera

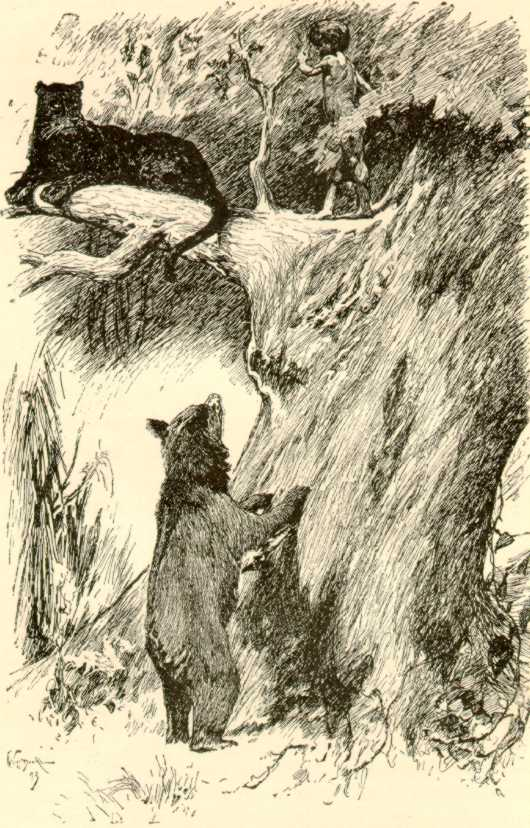
Balu, Mowgli und Bagheera, Darstellung von John Lockwood Kipling

Bagheera, im deutschsprachigen Sprachraum häufig Baghira, ist ein fiktiver schwarzer Panther (schwarzer Leopard), der von Rudyard Kipling für seine Erzählungssammlung Das Dschungelbuch (englischer Originaltitel The Jungle Book) von 1894 geschaffen wurde. In diesem wird Bagheera als Freund und Begleiter des im indischen Dschungel aufgewachsenen Menschenkindes Mowgli dargestellt.
Bagheera kommt als eine der Hauptfiguren des Dschungelbuchs auch in zahlreichen Verfilmungen und Adaptationen des Dschungelbuches vor, darunter auch in der bekannten Zeichentrickversion Das Dschungelbuch von Walt Disney aus dem Jahr 1967. Bagheera wird meistens als männlicher, seltener jedoch auch als weiblicher, Panther dargestellt. Über die Erzählung und die Verfilmungen erlangte Bagheera auch Bedeutung für die Benennung verschiedener Objekte, darunter einer Gattung und Art von Springspinnen (Bagheera kiplingi), des Automodells Matra-Simca Bagheera oder des amerikanischen Navy-Schiffes USS Bagheera (SP-963).

## Beschreibung inDas Dschungelbuch
In Das Dschungelbuch von Rudyard Kipling kommt Bagheera in den ersten beiden Kapiteln Mowglis Brüder (Mowgli’s Brothers) und Der Hungertanz der Schlange Kaa (Kaa’s Hunting) vor.
In der ersten Geschichte, Mowglis Brüder, ist Bagheera gemeinsam mit dem Bären Baloo (Balu) Freund und Berater des Wolfsrudels des Leitwolfs Akela, das den nach einem Tigerangriff durch Shere Khan von seiner Familie getrennten Mowgli aufnimmt, wo dieser in der Familie der Wölfin Raksha aufwächst. Bagheera und Balu unterstützen Mowgli, nachdem sich das Rudel nach dem Tod von Akela gegen ihn wendet, und helfen ihm, zu den Menschen zurückzukehren.
In Der Hungertanz der Schlange Kaa wird Mowgli von der gesetzlosen und verachteten Bandar-Log, einer Affenhorde,  entführt und ruft Balu und Bagheera um Hilfe an. Diesen gelingt es gemeinsam mit der Schlange Kaa, Mowgli zu befreien.

## Bagheera in Verfilmungen und Adaptationen
Kiplings Dschungelbücher wurden mehrfach verfilmt und adaptiert. Die Hauptpersonen Mowgli, Balu und Bagheera spielen in diesen Verfilmungen grundsätzlich eine zentrale Rolle, auch wenn sich die meisten der Umsetzungen nur locker an die Geschichtenvorlage halten. Bagheera ist in allen Verfilmungen ein schwarzer Panther, wobei er in einzelnen Werken als weibliches Tier auftaucht.
Bereits die früheste Verfilmung des Stoffes von Zoltan Korda aus dem Jahr 1942 nutzt die Originaltexte nur grob als Grundlage für den Film. Dieser beschreibt vor allem das Leben von Mowgli, der bereits in ein Menschendorf zurückgekehrt ist, das von dem Tiger Shir-Kan bedroht wird. Mowgli stellt sich dem Kampf mit dem Tiger und bezwingt diesen mit Hilfe der Schlange Kaa, wird jedoch von einer Gruppe von Männern verfolgt, die ihn stellen wollen. Bagheera unterstützt Mowgli und greift die Männer an, die danach im Dorf erzählen, dass Mowgli über Zauberkräfte verfüge und sich in den Panther verwandelt hätte.

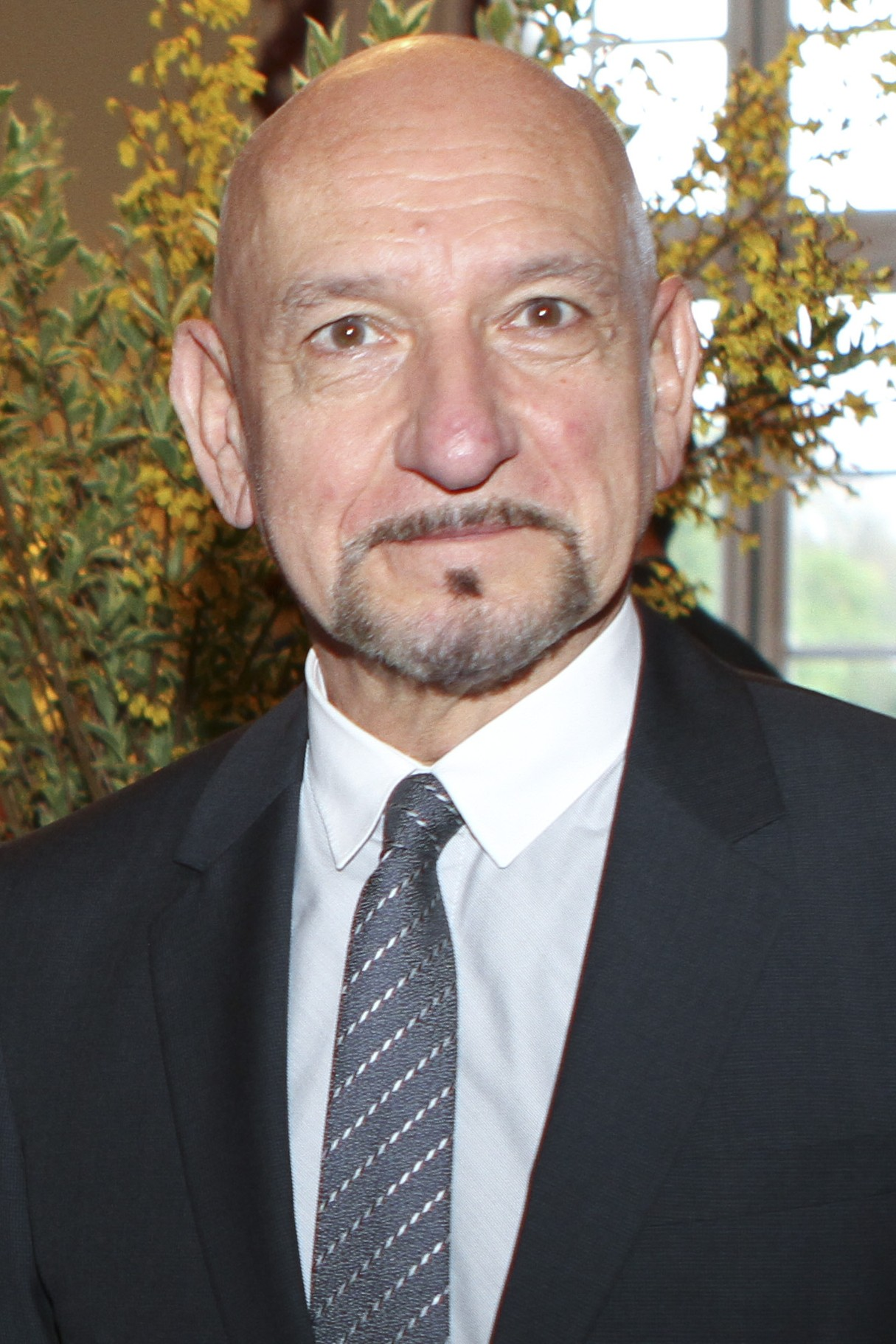
In dem Film The Jungle Book von 2016 spricht Ben Kingsley die Rolle des Baghira.

1966 und 1967 folgten zwei Animationsfilme, die Das Dschungelbuch aufgriffen. Der 1966 in der UdSSR produzierte Film Das Dschungelbuch – Die Abenteuer des Mowgli hielt sich dabei eng an die Vorlage des Buches, während der in den Vereinigten Staaten von Walt Disney produzierte Film Das Dschungelbuch die Geschichten von Kipling nur grob nutzte. In letzterem begleiten Bagheera und Balu den Menschenjungen Mogli vom Wolfsrudel zum Menschendorf und müssen ihn aus mehreren Gefahren retten. Dabei retten sie ihn vor der Schlange Kaa, die ihn hypnotisieren will, sowie aus der Affenstadt, wohin er durch eine Affenbande unter Führung von König King Louie entführt wurde. Zuletzt unterstützen sie ihn zudem im Kampf gegen den Tiger Shir-Khan und bringen ihn dann zum Menschendorf. In der Fortsetzung Das Dschungelbuch 2 besucht Mogli trotz einer Warnung durch Baghira seine Freunde im Dschungel und begibt sich damit erneut in Gefahr.
Neben diesen frühen Verfilmungen wurde das Material später noch mehrfach in verschiedenen Varianten verarbeitet. So erschien 1994 Das Dschungelbuch als Realverfilmung von Stephen Sommers. Der Film The Jungle Book von 2016 basiert vor allem auf der Disney-Vorlage aus 1968, wobei der Schauspieler Ben Kingsley die Rolle des Baghira spricht und Bill Murray den Balu übernimmt. Im Dezember 2018 erschien der Film Mogli: Legende des Dschungels bei Netflix, der wiederum auf die Originalvorlagen zurückgreift. Neben diesen Filmen entstanden auch Fernsehserien wie Das Dschungelbuch – Die Serie als Animeserie, die von 1989 bis 1990 produziert wurde sowie die ab 2010 ausgestrahlte 3D-Animationsserie Das Dschungelbuch mit 104 Folgen in zwei Staffeln. In beiden kommt Bagheera / Baghira als eine der Hauptfiguren vor.

## Sonstige Rezeption
Der Name Bagheera wurde, angelehnt auf Kiplings Panther, auch für andere Objekte abseits der Literatur und des Films verwendet. Dabei fand der Name sowohl in der Technik wie auch in den Naturwissenschaften Anwendung.

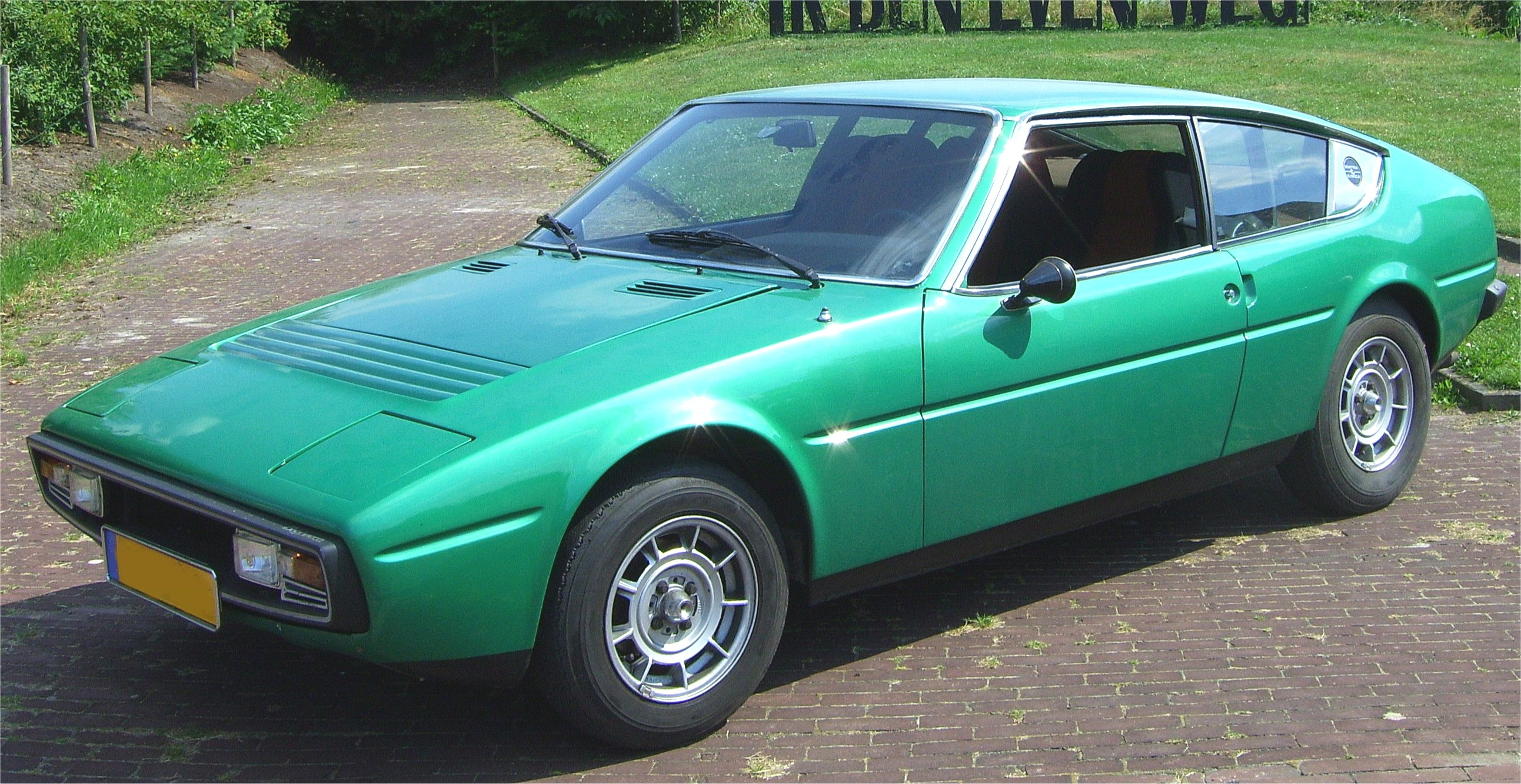
Matra-Simca Bagheera, gebaut von 1973 bis 1980

Von 1917 bis 1919 stand der Schoner USS Bagheera (SP-963) als Patrouillenboot im Dienst der United States Navy. Das Schiff wurde 1907 von Hodgdon Brothers in Boothbay als privater zweimastiger Schoner gebaut und nach dem Panther in Kiplings Werk Bagheera genannt. Am 22. Juni 1917 übernahm die U.S. Navy das Schiff von ihrem damaligen Besitzer J. W. Hendrick aus Chicago, Illinois, und setzte es nach der Einweihung als USS Bagheera (SP-963) als Patrouillenboot während des laufenden Ersten Weltkriegs bis zum Kriegsende ein. Am 5. Februar 1919 wurde sie außer Dienst genommen und an Hendrick zurückgegeben.
Die Automobilhersteller Matra Automobiles und Simca benannten eine gemeinsame Automobilentwicklung als Matra-Simca Bagheera und stellten diese der Öffentlichkeit im Rahmen des 24-Stunden-Rennen von Le Mans am 9. Juni 1973 vor. Von 1973 und 1980 wurde das Auto in zwei Generationen gebaut, erhielt jedoch nach seinem Erscheinen die ADAC-Negativauszeichnung „Silberne Zitrone“ aufgrund zahlreicher Mängel. Unter Oldtimerfans entwickelte sich durch diese Auszeichnung und die Benennung nach Bagheera der Name „Zitronenpanther“ für das Auto. Auch die MZ Baghira, ein ab 1997 von der MZ Motorrad- und Zweiradwerk GmbH in Zschopau hergestelltes Motorrad mit Einzylindermotor, wurde bei der Benennung durch Bagheera bzw. den eingedeutschten Namen Baghira inspiriert.

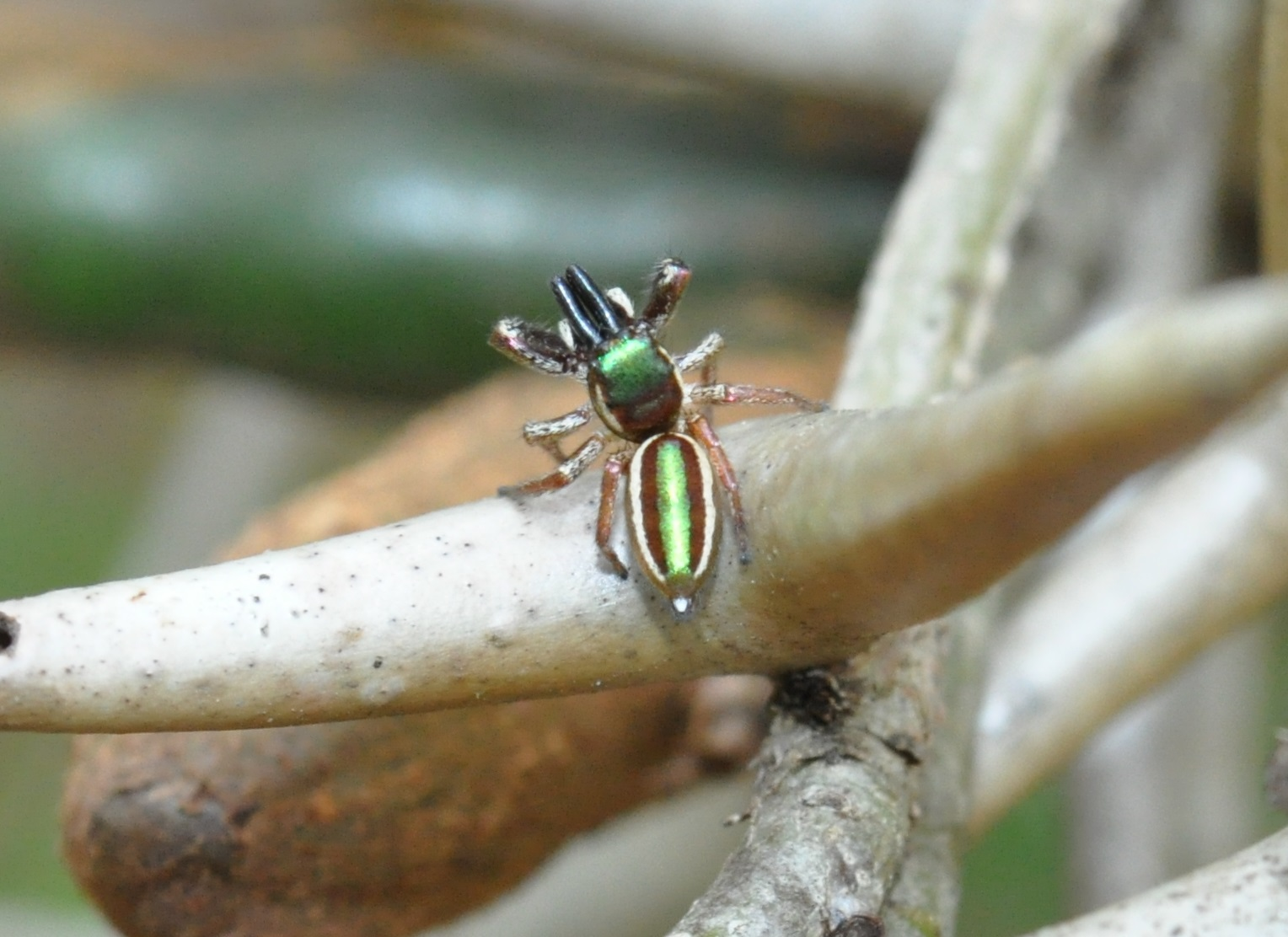
Die Springspinne Bagheera kiplingi, benannt nach Bagheera und Rudyard Kipling

1896 benannten die amerikanischen Arachnologen George und Elizabeth Peckham eine bis dahin unbekannte Art der Springspinnen aus Südamerika als Bagheera kiplingi Peckham & Peckham, 1896 nach dem Dschungelbuch. Dabei nutzten sie den Namen des Panthers als Gattungsnamen und den Nachnamen von Rudyard Kipling. Später wurde eine weitere 1901 von dem Paar beschriebene Spinne, Bagheera prosper (Peckham & Peckham, 1896), in die Gattung eingeordnet und im Rahmen einer Revision wurden mit Bagheera laselva Ruiz & Edwards, 2013 aus Costa Rica und Bagheera motagua Ruiz & Edwards, 2013 aus Guatemala zwei weitere Arten ergänzt. Peckham und Peckham benannten 1896 weitere Gattungen nach Charakteren aus dem Dschungelbuch: Akela Peckham & Peckham, 1896 nach dem Leitwolf des Wolfsrudels sowie Messua Peckham & Peckham, 1896 und Nagaina Peckham & Peckham, 1896 nach anderen Erzählungen der Sammlung.
2014 stellte eine Arbeitsgruppe des Max-Planck-Instituts für biophysikalische Chemie ein Vorhersagemodell für die Genexpression eines spezifischen Codons bei verschiedenen Pilzarten mit dem Namen Bagheera vor. Konkret geht es bei dem Modell um die Vorhersage für verschiedene Arten der Hefen, wie diese das aus Guanin, Uracil und Cytosin bestehende GUC-Codon translatieren, wobei artspezifisch hierfür unterschiedliche Aminosäuren gebildet werden.

## Belege
1. ↑  Das Dschungelbuch (1942). In: Lexikon des internationalen Films. Filmdienst, abgerufen am 2. März 2017.
2. ↑  Das Dschungelbuch (1967) bei IMDb
3. ↑  Das Dschungelbuch 2 bei IMDb
4. ↑  The Jungle Book (2016) bei IMDb
5. ↑  Mogli: Legende des Dschungels bei IMDb
6. ↑  Raymond A. Mann: USS Bagheera (SP-963). Naval History And Heritage Command, 23. September 2005; abgerufen am 9. Juni 2019.
7. ↑  Stefan Anker: Hier steht der Zitronenpanther unter Artenschutz. Die Weilt, 24. September 2018; abgerufen am 9. Juni 2019.
8. ↑  Gustavo R. S. Ruiz, G. B. Edwards: Revision of Bagheera (Araneae: Salticidae: Dendryphantinae). The Journal of Arachnology 41(1), 2013; S. 18–24. doi:10.1636/K12-67.1.
9. ↑  Stefanie Mühlhausen, Martin Kollmar: Predicting the fungal CUG codon translation with Bagheera. BMC Genomics 15, 2014; S. 411. doi:10.1186/1471-2164-15-411.
10. ↑  Website des Bagheera-Modells; abgerufen am 9. Juni 2019.